# Stanislas Torrents
Pour les articles homonymes, voir Torrents (homonymie).
Stanislas Pierre Nolasque Torrents, né le 23 mai 1839 à Marseille et mort le 6 novembre 1916 à Cannes, est un peintre français.

## Biographie
Né à Marseille, huitième enfant d’une riche famille d'immigrés espagnols, Stanislas Torrents fréquente une école de dessin de 1851 à 1856. Il poursuit sa formation à Barcelone puis  se rend en à Paris en 1861 où il s'initie à la peinture dans l’atelier de Thomas Couture.
Il étudie en même temps dans les musées les illustres maîtres, notamment Diego Vélasquez dont il subit l’influence. Il obtient en 1866 une pension de l’École des beaux-arts de Barcelone et se rend à Rome de 1868 à 1871.
De retour à Marseille en 1873, il devient le peintre favori de Jules Cantini et Jules Charles-Roux. Il n'expose qu’à de rares occasions. Après plusieurs séjours à Paris et en Espagne, il revient à nouveau à Marseille vers 1885.
En 1904, il se retire à Cannes où il meurt le 6 novembre 1916. En 1919, son fils Pierre lègue 262 tableaux au musée des Beaux-Arts de Marseille.

## Œuvres dans les collections publiques
Espagne
- Barcelone[Où ?] : Groupe d’enfants de chœur.

France
- Avignon, musée Louis Vouland : Mme Claire Charles-Roux née Canaple[4].
- Cannes[Où ?] : Le Joueur de violoncelle.
- Digne-les-Bains, musée Gassendi : Le Chaudronnier, dépôt du musée des Beaux-Arts de Marseille[5].
- Marseille, musée des Beaux-Arts :
  - Jeune Fille au miroir, huile sur toile[6] ;
  - Le Moine peintre, huile sur toile[7] ;
  - Les Gitanos, huile sur toile[8] ;
  - Portrait du peintre Louis Partl dit Partol, huile sur toile[9] ;
  - Les deux Espagnoles, huile sur toile[10] ;
  - L'Usurier, huile sur toile[11] ;
  - Le Penseur, huile sur toile[12].

Œuvres de Stanislas Torrents
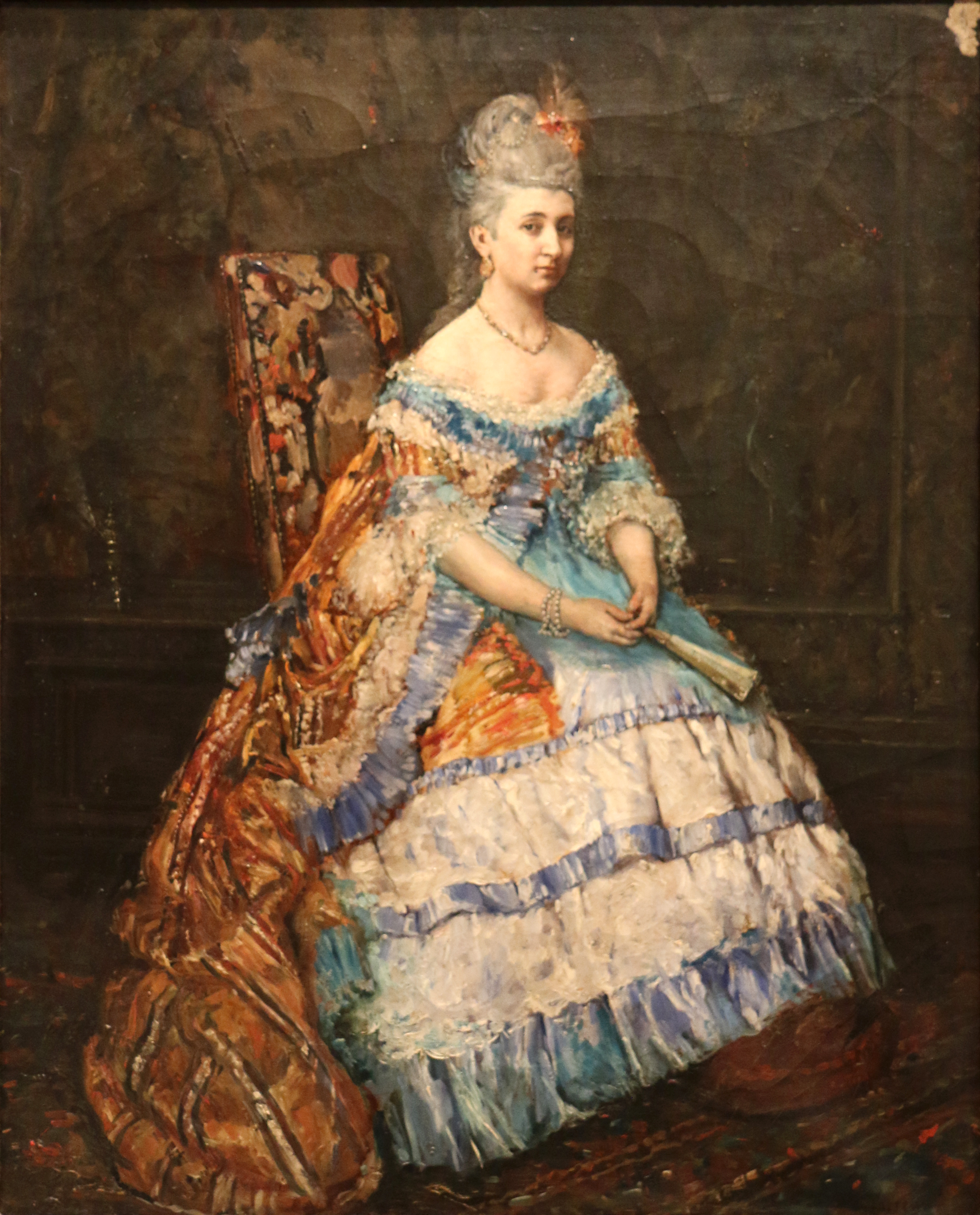
Mme Claire Charles-Roux née Canaple, Avignon, musée Louis Vouland.
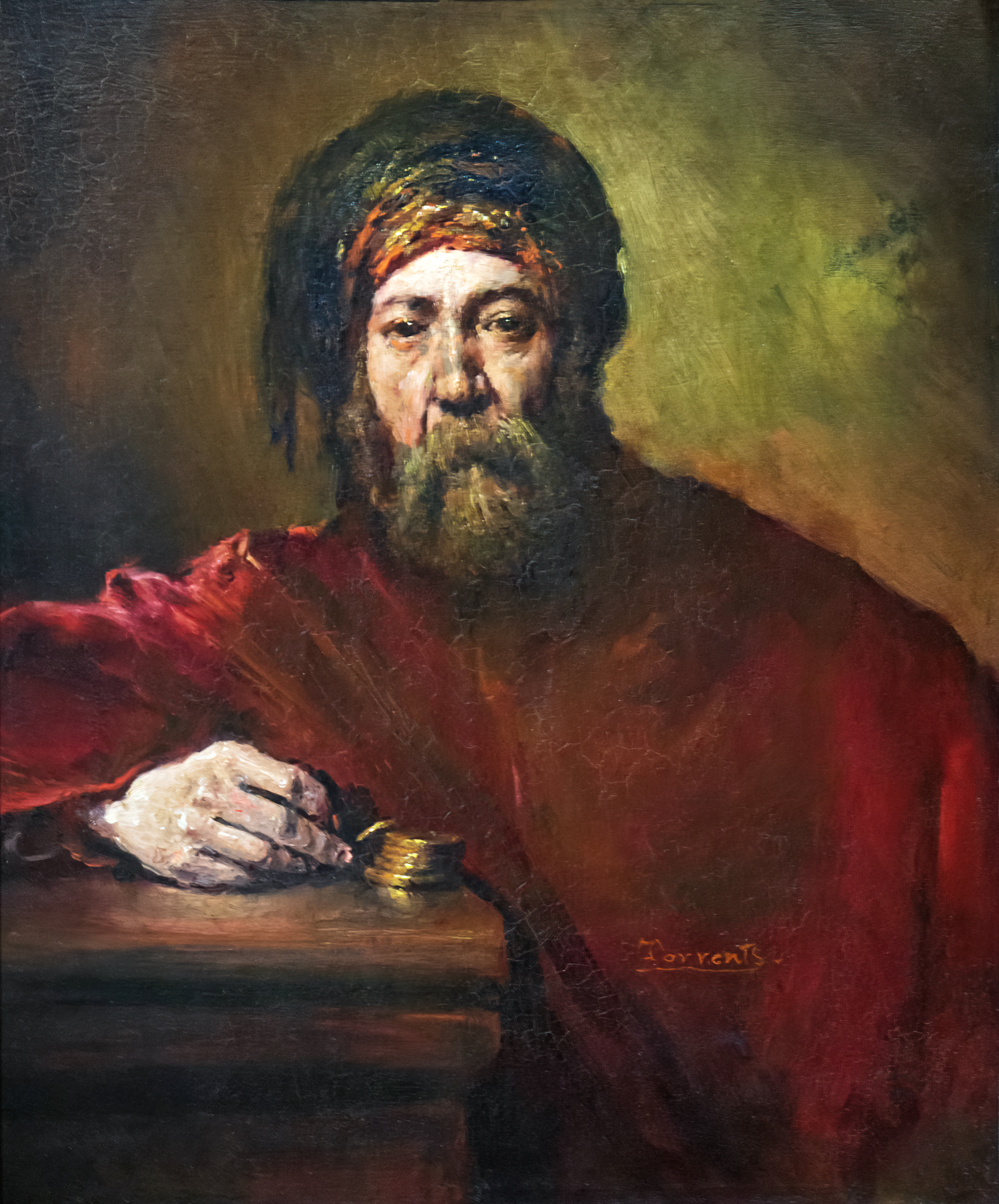
L'Usurier, musée des Beaux-Arts de Marseille.
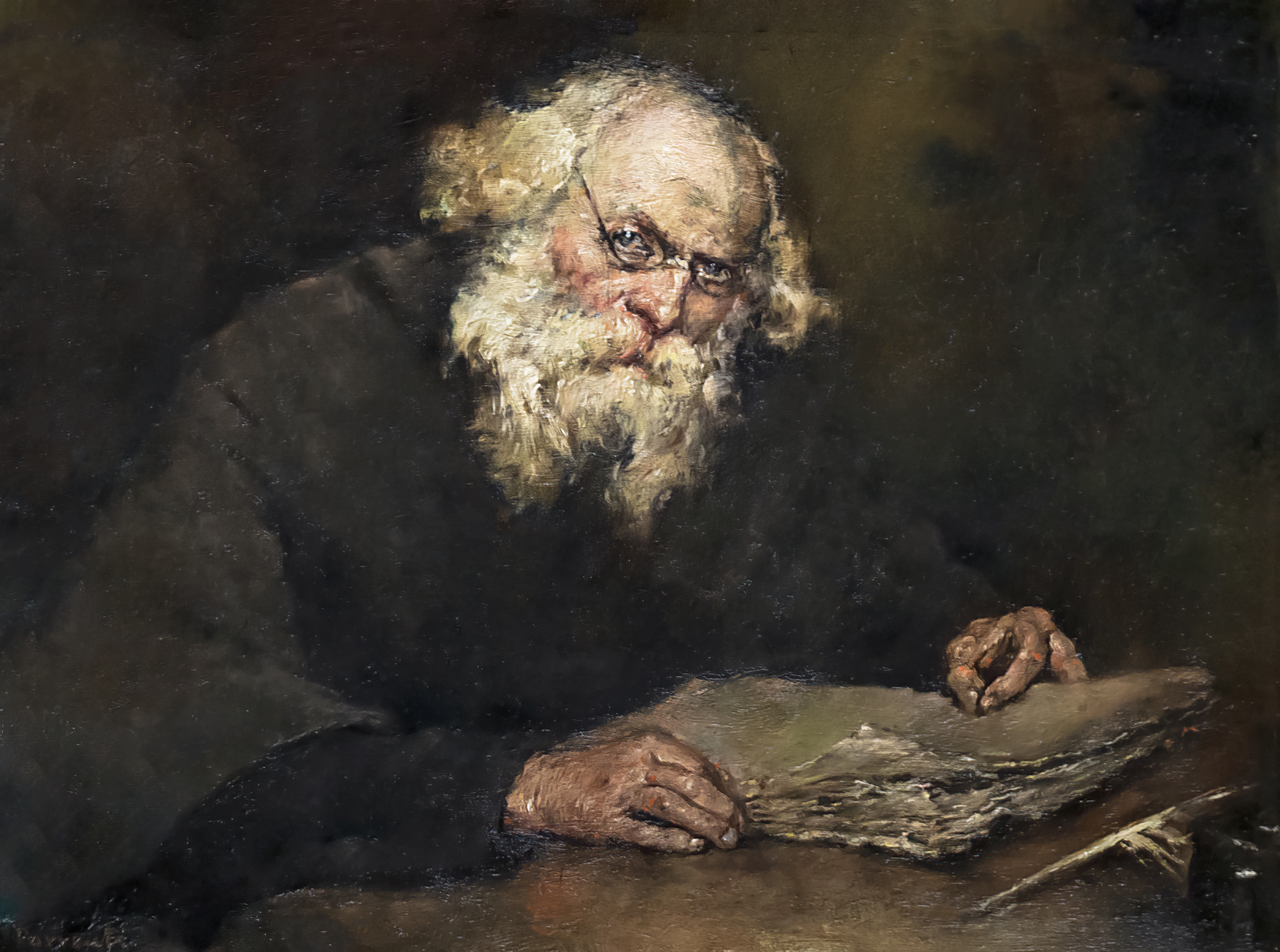
Le Penseur, musée des Beaux-Arts de Marseille.
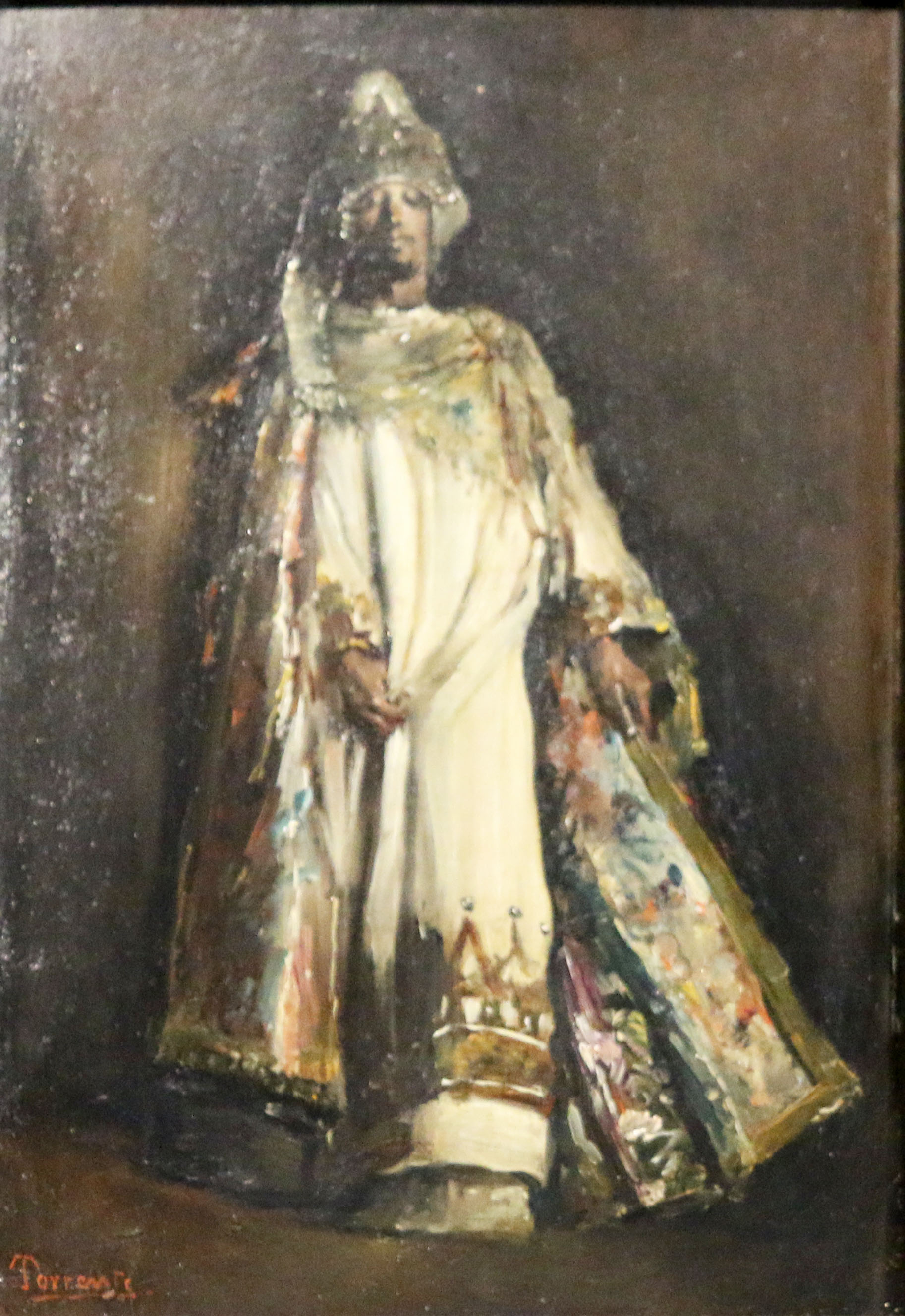
L’Éthiopien en dalmatique blanche, musée des Beaux-Arts de Marseille.
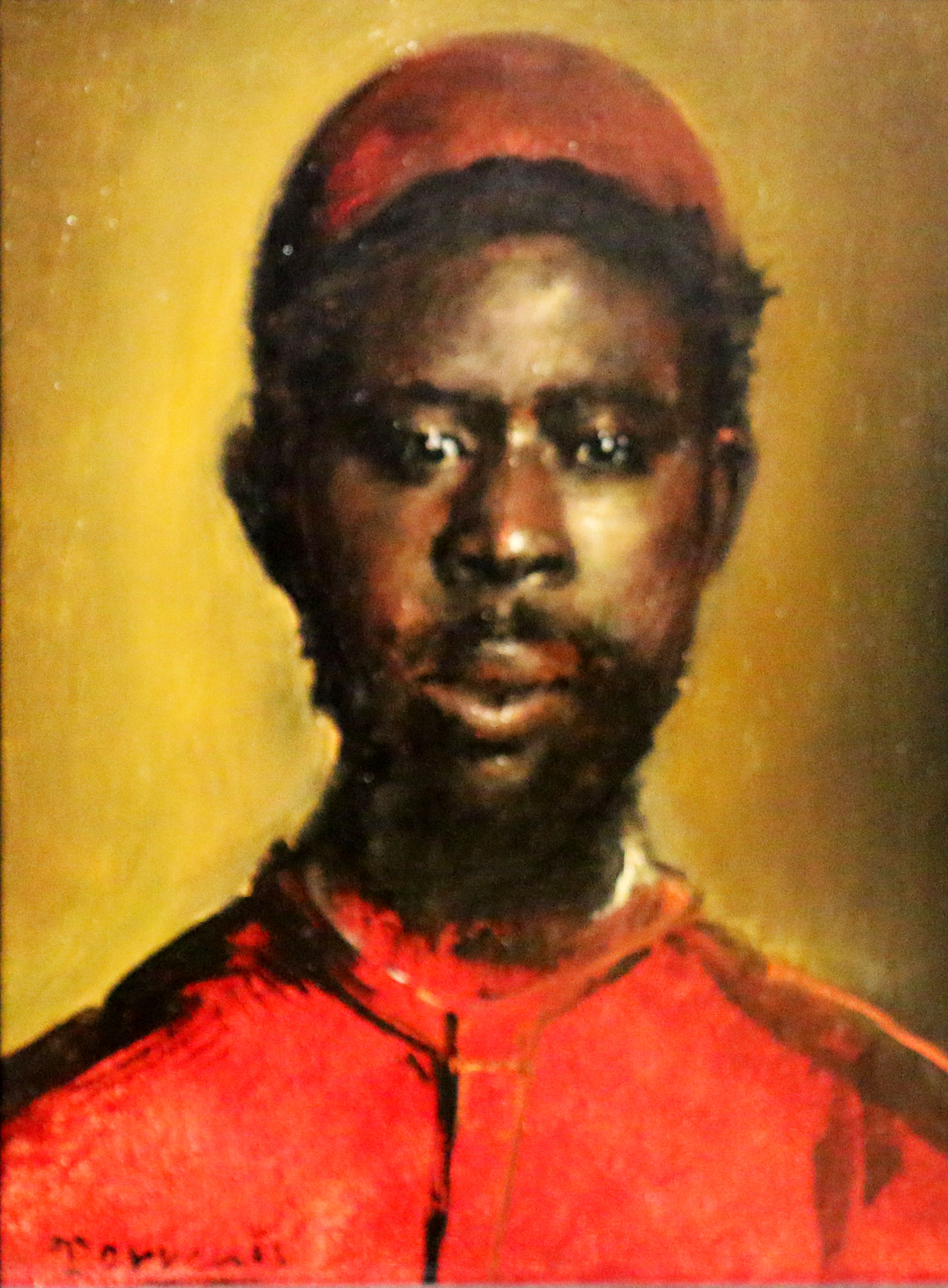
Tête de nègre, musée des Beaux-Arts de Marseille.

## Hommage
Une rue du 6e arrondissement de Marseille porte son nom.